# Glenn Worf
Glenn Worf (ur. 24 stycznia 1954 w Dayton) – amerykański gitarzysta basowy, popularny muzyk studyjny. Członek zespołu The 96'ers towarzyszącego Markowi Knopflerowi w jego solowej karierze po zawieszeniu działalności przez Dire Straits.